# Peter Szech
Peter Szech (ur. 26 maja 1953 w Essen, zm. 3 marca 2014 w Neuss) – niemiecki piłkarz grający na pozycji napastnika.

## Kariera piłkarska

### Wczesna kariera
Peter Szech karierę piłkarską rozpoczął w 1972 roku w Schwarz-Weiß Essen, jednak swój pierwszy mecz rozegrał już po utworzeniu 2. Bundesligi (wcześniej drugim poziomem rozgrywkowym w RFN była Regionalliga – 3 sierpnia 1974 roku bezbramkowo zremisowanym meczu domowym z VfL Wolfsburg. W sezonie 1974/1975 rozegrał 12 meczów, po czym przeniósł się do klubu w swoim rodzinnym mieście – VfR Neuss, w którym grał do 1978 roku.

### Bayer Leverkusen
Następnie Szech został zawodnikiem klubu 2. Bundesligi – Bayeru Leverkusen, w którym debiut zaliczył 29 lipca 1978 roku w wygranym 1:3 meczu wyjazdowym z Fortuną Kolonia. W sezonie 1978/1979 rozegrał 37 meczów, w których zdobył 15 goli oraz miał spory w wygraniu przez Aptekarzy grupy północnej i tym samym awansie do Bundesligi, w której debiut zaliczył 11 sierpnia 1979 roku w przegranym 3:1 meczu wyjazdowym z Bayernem Monachium, natomiast pierwszego gola w tych rozgrywkach zdobył 18 sierpnia 1979 roku w wygranym 2:1 meczu domowym z Herthą Berlin. W sezonie 1979/1980 rozegrał 33 mecze, w których zdobył 9 goli, dzięki czemu był najlepszym strzelcem klubu w sezonie, a Aptekarze pod wodzą trenera – Williberta Kremera zakończyli rozgrywki ligowe na 12. miejscu. Jednak najważniejsze gole dla Aptekarzy zdobył 9 czerwca 1982 roku w rewanżowym meczu barażowym o pozostanie w Bundeslidze (pierwszy mecz 1:0), kiedy Aptekarze po golach Szecha wygrali z Kickers Offenbach 2:1 i tym samym utrzymali się w Bundeslidze, a Szech odszedł z klubu.

### Dalsza kariera
Szech następnie został zawodnikiem Bayeru Uerdingen, w barwach którego w sezonie 1982/1983 awansował do Bundesligi, jednak stracił miejsce w podstawowym składzie klubu i w rundzie jesiennej sezonu 1983/1984 nie rozegrał żadnego meczu, w związku z czym w przerwie zimowej przeniósł się do klubu 2. Bundesligi – Rot-Weiss Essen, w którym rozegrał zaledwie 6 meczów oraz zdobył 2 gole, w tym w swoim ostatnim meczu w karierze – 20 lutego 1984 roku w zremisowanym 1:1 meczu wyjazdowym z MSV Duisburg, w którym Szech w 23. minucie zdobył gola na 0:1. Po sezonie 1983/1984 zakończył piłkarską karierę.
Łącznie w Bundeslidze rozegrał 91 meczów, w których zdobył 22 gole.

## Sukcesy
Bayer Leverkusen
- Awans do Bundesligi: 1979

Bayer Uerdingen
- Awans do Bundesligi: 1983

## Ostatnie lata
Peter Szech po zakończeniu kariery piłkarskiej mieszkał na farmie w Tajlandii przez ponad 20 lat. Zmarł 3 marca 2014 roku w wyniku obrażeń odniesionych w wypadku motocyklowym.